# Башня Ветров (Севастополь)
Ба́шня Ветро́в — памятник архитектуры в Ленинском районе Севастополя, одно из немногих зданий в городе, сохранившихся от его раннего периода. Находится на улице Фрунзе, 5. В Российской Федерации, которая контролирует территорию полуострова с 2014 года, является объектом культурного наследия Севастополя регионального значения, на Украине — памятником культурного наследия национального значения.

## История
Башня была построена в 1849 году для вентиляции книгохранилищ Морской библиотеки. Как и здание библиотеки, сгоревшее в 1855 году, она строилась инженером-кондуктором Дикоревым, а автором проекта, вероятно, был инженер-полковник Джон Уптон.

## Описание
Башня напоминает древнегреческую Башню Ветров в Афинах, сооружённую из мрамора в I веке до н. э. На каждой из восьми сторон башни находится аллегорическое изображение ветра соответствующего направления в виде крылатой мифологической фигуры с атрибутами.
| Ветер  | Направление   | Скульптурный персонаж                                                   |
| ------ | ------------- | ----------------------------------------------------------------------- |
| Борей  | север         | мужчина в толстой мантии, дующий в изогнутую раковину                   |
| Кайкий | северо-восток | мужчина, несущий и опустошающий корзину с градинами                     |
| Афелий | восток        | юноша, придерживающий плащ, полный фруктов и зерна                      |
| Эвр    | юго-восток    | бородатый старик, плотно укутавшийся в мантию от стихии                 |
| Нот    | юг            | мужчина, который опустошает сосуд, создавая ливень                      |
| Липс   | юго-запад     | мальчик, толкающий корму корабля, обещая хороший ветер для мореплавания |
| Зефир  | запад         | юноша, несущий и разбрасывающий цветы                                   |
| Скирон | северо-запад  | бородатый мужчина с бронзовым горшком, полным горячей золы и углей      |

Внутри этого сооружения находились водяные часы, снаружи — солнечные часы и флюгер. Башня в стиле классицизма сложена из хорошо обработанного инкерманского камня. В плане Башня Ветров восьмигранная, двухъярусная, грани строго ориентированы по сторонам света. Нижний ярус рустован, в верхнем в каждой грани — арочный проём. Шатровая крыша башни покрыта железом и увенчана шпилем. Афинская башня — намного более массивная, а грани — в три раза шире, кроме того, в её гранях нет арочных проёмов, но имеется три входа, обрамленных портиками. Таким образом, севастопольская Башня Ветров — в целом самостоятельное сооружение, а основное его сходство с афинским — аллегорические изображения ветров и восьмигранность.
Во время первой обороны здесь находился главный наблюдательный пункт города, куда поступали донесения со всей линии обороны.
В 1979 году Башня Ветров была включена в число памятников архитектуры республиканского значения.

## Галерея

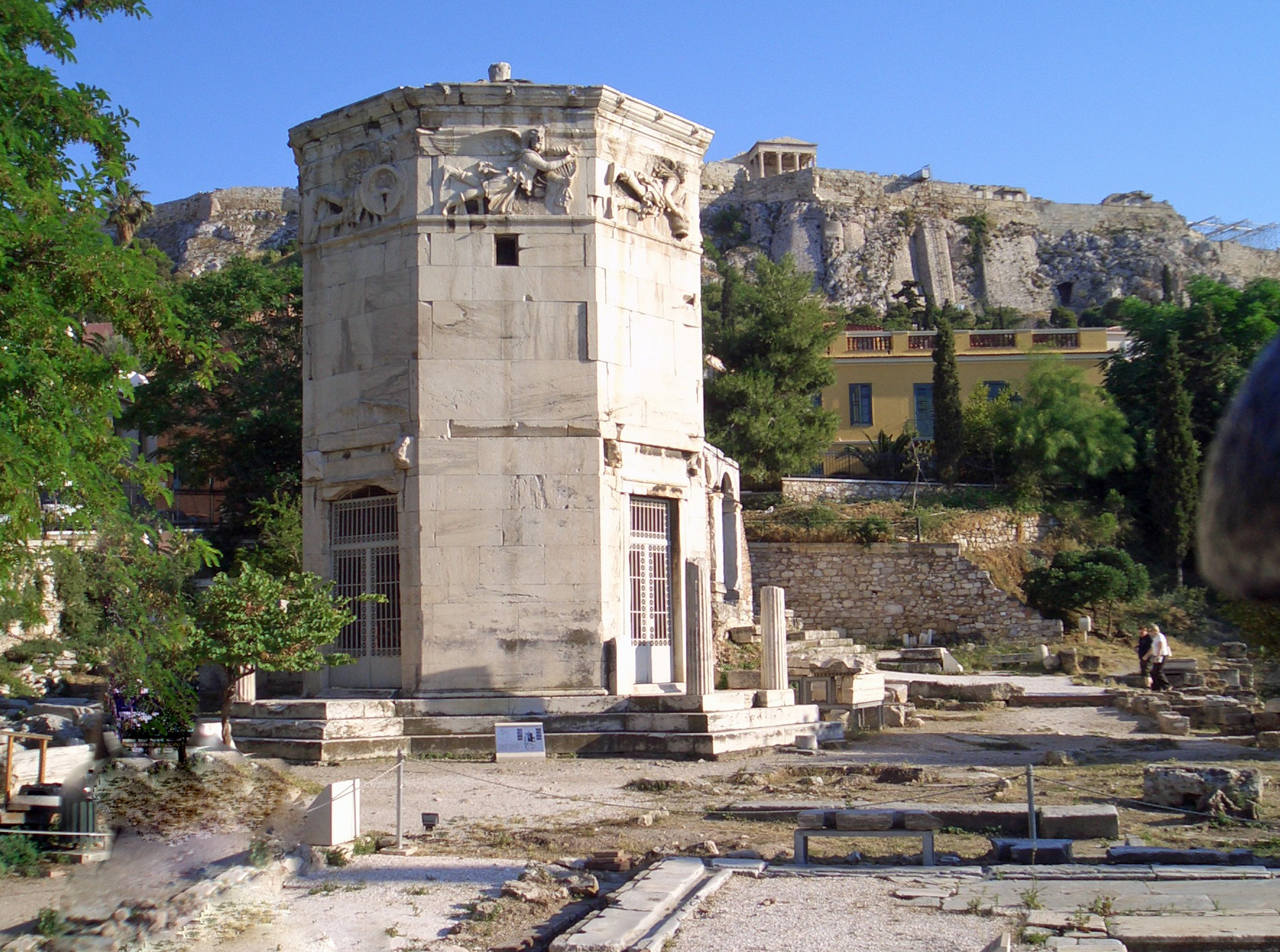
Башня Ветров в Афинах
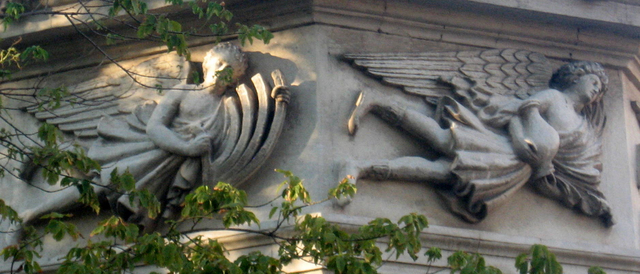
Липс (слева) и Нот
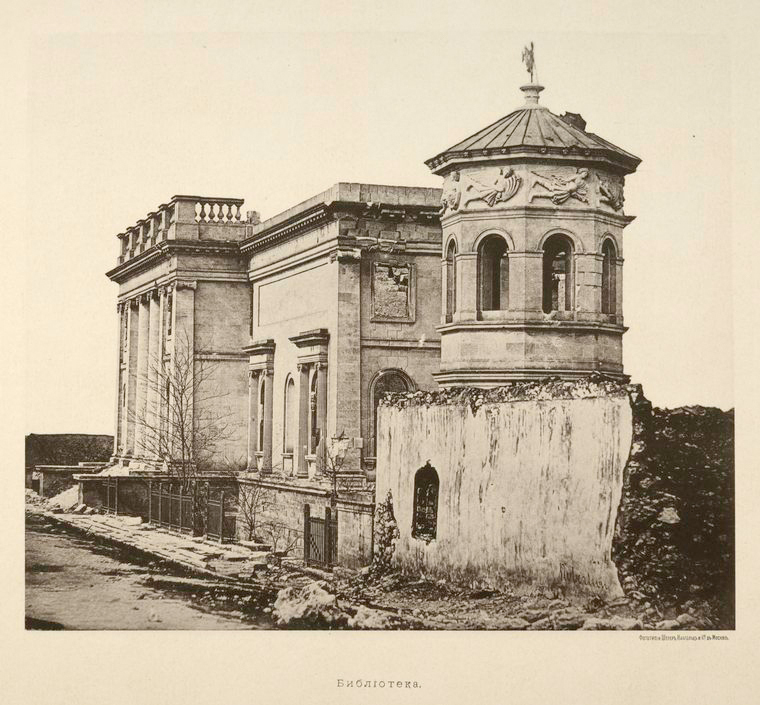
Башня ветров и Морская библиотека